# Albo d'oro della Coppa del Belgio (pallanuoto maschile)

## Albo d'oro
Elenco dei vincitori della Coppa del Belgio di pallanuoto maschile.
| Stagione | Vincitore         | Note                                     |
| 1990     | Antwerpse         |                                          |
| 1991     | Tournai           |                                          |
| 1992     | Tournai           |                                          |
| 1993     | Tournai           |                                          |
| 1994     | Kortrijkse        |                                          |
| 1995     | Tournai           |                                          |
| 1996     | Kortrijkse        |                                          |
| 1997     | Mouscron          |                                          |
| 1998     | Kortrijkse        |                                          |
| 1999     | Kortrijkse        |                                          |
| 2000     | Antwerpse Scaldis |                                          |
| 2001     | Kortrijkse        |                                          |
| 2002     | Mouscron          |                                          |
| 2003     | Antwerpse Scaldis |                                          |
| 2004     | Mouscron          |                                          |
| 2005     | Kortrijkse        |                                          |
| 2006     | Kortrijkse        |                                          |
| 2007     | Kortrijkse        |                                          |
| 2008     | Kortrijkse        |                                          |
| 2009     | Kortrijkse        |                                          |
| 2010     | Kortrijkse        |                                          |
| 2011     | Mouscron          |                                          |
| 2012     | Tournai           |                                          |
| 2013     | Mouscron          |                                          |
| 2014     | Brussels Poseidon |                                          |
| 2015     | Mouscron          |                                          |
| 2016     | Mouscron          |                                          |
| 2017     | Tournai           |                                          |
| 2018     | Mechelen          |                                          |
| 2019     | Antwerpse Scaldis |                                          |
| 2020     |                   | Non disputato causa pandemia di COVID-19 |
| 2021     |                   | Non disputato causa pandemia di COVID-19 |
| 2022     | Antwerpse Scaldis |                                          |
| 2023     | Mouscron          |                                          |
| 2024     | Mouscron          |                                          |

## Titoli per squadra
| Squadra           | Titoli |
| ----------------- | ------ |
| Kortrijk          | 11     |
| Mouscron          | 9      |
| Tournai           | 6      |
| Antwerpse Scaldis | 4      |
| Anversa           | 1      |
| Brussels Poseidon | 1      |
| Mechelen          | 1      |

## Titoli per città
| Città     | Scudetti |
| --------- | -------- |
| Courtrai  | 11       |
| Mouscron  | 9        |
| Tournai   | 6        |
| Anversa   | 5        |
| Bruxelles | 1        |
| Mechelen  | 1        |

## Titoli per regione
| Città              | Scudetti |
| ------------------ | -------- |
| Fiandre            | 17       |
| Vallonia           | 15       |
| Bruxelles-Capitale | 1        |